# Halowe Mistrzostwa Świata w Lekkoatletyce 2001 – bieg na 1500 m kobiet
Bieg na 1500 m kobiet – jedna z konkurencji rozgrywanych podczas halowych mistrzostw świata w lekkoatletyce w 2001. Eliminacje odbyły się 10 marca, a finał został rozegrany 11 marca.
Do eliminacji zgłoszonych zostało 19 zawodniczek z 17 państw.
Zawody w tej konkurencji wygrała reprezentantka Maroka Hasna Benhassi. Drugą pozycję zajęła zawodniczka z Rumunii Violeta Szekely, trzecią zaś reprezentująca Rosję Natalja Goriełowa.

## Wyniki

### Eliminacje
Źródło: 
Bieg 1
| Miejsce | Zawodniczka         | Państwo    | Wynik   | Uwagi |
| ------- | ------------------- | ---------- | ------- | ----- |
| 1.      | Violeta Szekely     | Rumunia    | 4:10,77 |       |
| 2.      | Carla Sacramento    | Portugalia | 4:10,82 |       |
| 3.      | Sonia O'Sullivan    | Irlandia   | 4:11,27 |       |
| 4.      | Helena Javornik     | Słowenia   | 4:11,28 |       |
| 5.      | Georgie Clarke      | Australia  | 4:13,21 | AR    |
| 6.      | Lan Lixin           | Chiny      | 4:14,64 | AR    |
| 7.      | Brigitte Mühlbacher | Austria    | 4:15,37 | SB    |
| 8.      | Heidi Jensen        | Dania      | 4:16,31 |       |
| 9.      | Fatma Anwar         | Tunezja    | 4:16,42 | NR    |
| 10.     | Judit Varga         | Węgry      | 4:19,45 |       |

Bieg 2
| Miejsce | Zawodniczka       | Państwo           | Wynik   | Uwagi |
| ------- | ----------------- | ----------------- | ------- | ----- |
| 1.      | Hasna Benhassi    | Maroko            | 4:11,54 |       |
| 2.      | Natalja Goriełowa | Rosja             | 4:11,69 |       |
| 3.      | Danieła Jordanowa | Bułgaria          | 4:12,33 |       |
| 4.      | Nuria Fernández   | Hiszpania         | 4:12,92 |       |
| 5.      | Alesia Turawa     | Białoruś          | 4:13,15 |       |
| 6.      | Andrea Šuldesová  | Czechy            | 4:15,57 |       |
| 7.      | Maria Cioncan     | Rumunia           | 4:17,47 |       |
| 8.      | Collette Liss     | Stany Zjednoczone | 4:19,23 |       |
| 9.      | Li Jingnan        | Chiny             | 4:22,34 |       |

### Finał
Źródło: 
| Miejsce | Zawodniczka       | Państwo    | Wynik   | Uwagi |
| ------- | ----------------- | ---------- | ------- | ----- |
| 01 !    | Hasna Benhassi    | Maroko     | 4:10,83 |       |
| 02 !    | Violeta Szekely   | Rumunia    | 4:11,17 |       |
| 03 !    | Natalja Goriełowa | Rosja      | 4:11,74 |       |
| 4.      | Carla Sacramento  | Portugalia | 4:11,76 |       |
| 5.      | Danieła Jordanowa | Bułgaria   | 4:12,79 |       |
| 6.      | Alesia Turawa     | Białoruś   | 4:13,67 |       |
| 7.      | Nuria Fernández   | Hiszpania  | 4:15,37 |       |
| 8.      | Helena Javornik   | Słowenia   | 4:15,76 |       |
| 9.      | Sonia O'Sullivan  | Irlandia   | 4:19,40 |       |